# Alexis Billiet
Alexis Billiet (Les Chapelles, 28 de fevereiro de 1783 - Chambéry, 30 de abril de 1873) foi um cardeal italiano do século XIX.

## Biografia
Nasceu em Les Chapelles em 28 de fevereiro de 1783. De uma família de agricultores. Ele era o sexto dos oito filhos de Jacques Billiet (1739? -1794), camponês rico, natural de Naves-les-Moutiers, e Péronne Peytavin (1744-1814). Recebeu o sacramento da confirmação, 1789. Seu sobrenome também consta como Boleto.
Quando criança, ele carregou o pastor duas vezes. Aprendeu a ler e a escrever com o pároco da sua aldeia e a partir de 1798 com um pároco exilado, refugiado nela, o abade Péronnier, antes de ingressar em 1805 no Grande Seminário de Chambéry. Estudou literatura, filosofia, física e teologia no Grande Seminário de Chambéry.
Ordenado em 23 de maio de 1807. Na arquidiocese de Chambéry, professor e superior de seu seminário; cânone de seu capítulo catedral; vigário geral Membro fundador e residente da Società accademica di Savoia , 23 de abril de 1820.
Eleito bispo de Saint-Jean de Maurienne, Savoy, em 19 de dezembro de 1825. Consagrado em 19 de março de 1826, catedral de Chambéry, por François-Marie Bigex, arcebispo de Chambéry, auxiliado por Claude de Thiollaz, bispo de Annecy, e por Pierre Rei, bispo de Pignerol. Decorado com o Grande Cordão da Ordem das SS. Maurizio e Lazzaro, 3 de abril de 1840. Promovido à sé metropolitana de Chambéry, 27 de abril de 1840. Senador do Império, 4 de março de 1848. Presidente da Académie de Savoie ; por aclamação, presidente honorário perpétuo Comendador da Ordem da Legião de Honra da França
Criado cardeal sacerdote no consistório de 27 de setembro de 1861; recebeu o chapéu vermelho e o título de Ss. Bonifácio ed Alessio, 25 de setembro de 1862.
Morreu em Chambéry em 30 de abril de 1873. Exposto e enterrado na catedral metropolitana de Chambéry.